# Amphoe Thai Charoen
Amphoe Thai Charoen (in Thai อำเภอ ไทยเจริญ) ist ein Landkreis (Amphoe – Verwaltungs-Distrikt) in der Provinz Yasothon. Die Provinz Yasothon liegt im östlichen Teil der Nordostregion von Thailand, dem so genannten Isan.

## Geographie
Benachbarte Bezirke (von Süden im Uhrzeigersinn): die Amphoe Pa Tio, Kut Chum und Loeng Nok Tha in der Provinz Yasothon, sowie an die Amphoe Senangkhanikhom und Mueang Amnat Charoen der Provinz Amnat Charoen.

## Geschichte
Thai Charoen, ursprünglich ein Tambon des Amphoe Loeng Nok Tha, wurde am 1. April 1992 als „Zweigkreis“ (King Amphoe), bestehend aus fünf Tambon eingerichtet, die von Loeng Nok Tha abgetrennt wurden.
Am 11. Oktober 1997 wurde Thai Charoen zu einem Amphoe heraufgestuft, er wurde Yasothons neunter und Thailands 784. Distrikt.

## Verwaltung

### Provinzverwaltung
Der Landkreis Thai Charoen ist in fünf Tambon („Unterbezirke“ oder „Gemeinden“) eingeteilt, die sich weiter in 48 Muban („Dörfer“) unterteilen.
| Nr. | Name         | Thai    | Muban | Einw. |
| --- | ------------ | ------- | ----- | ----- |
| 01. | Thai Charoen | ไทยเจริญ | 0-    | 4.386 |
| 02. | Nam Kham     | น้ำคำ    | 0-    | 6.716 |
| 03. | Som Pho      | ส้มผ่อ    | 0-    | 5.896 |
| 04. | Kham Toei    | คำเตย   | 13    | 8.712 |
| 05. | Kham Phai    | คำไผ่    | 0-    | 4.647 |

Hinweis: Die Daten der Muban liegen zum Teil noch nicht vor.

### Lokalverwaltung
Es gibt eine Kommune mit „Kleinstadt“-Status (Thesaban Tambon) im Landkreis:
- Kham Toei (Thai: เทศบาลตำบลคำเตย), bestehend aus dem gesamten Tambon Kham Toei.

Außerdem gibt es vier „Tambon-Verwaltungsorganisationen“ (องค์การบริหารส่วนตำบล – Tambon Administrative Organizations, TAO):
- Thai Charoen (Thai: องค์การบริหารส่วนตำบลไทยเจริญ)
- Nam Kham (Thai: องค์การบริหารส่วนตำบลน้ำคำ)
- Som Pho (Thai: องค์การบริหารส่วนตำบลส้มผ่อ)
- Kham Phai (Thai: องค์การบริหารส่วนตำบลคำไผ่)